# Ультразвуковой расходомер
Ультразвуковыми расходомерами называют расходомеры, принцип работы которых основан в прохождении ультразвуковой волны через поток жидкости или газа. Ультразвуковые расходомеры работают в диапазоне частот от 20кГц до 1000 МГц.

Для прохождения волны и её интерпретации необходимы приемник и передатчик, которые обладают пьезоэлектрическим эффектом. Таким эффектом обладают следующие материалы кварц, турмалин, тартрата калия, сульфата лития, титанат бария, цирконат титаната свинца. Помещая пьезоэлектрический кристалл в электрическое поле упругая деформация вызывает уменьшение или увеличение его длины в соответствии с величиной и направлением полярности поля.
Для контроля расхода и учёта воды и теплоносителя с 60-х годов прошлого века в промышленности применяются ультразвуковые (акустические) расходомеры. Неоспоримые достоинства ультразвуковых расходомеров: малое или полное отсутствие гидравлического сопротивления, надежность (так как нет подвижных механических элементов), высокая точность, быстродействие, помехозащищённость — определили их широкое распространение.
Существуют три основные методики определения расхода жидкости при помощи ультразвука:
- Измерение расхода природного газа в газохранилище ультразвуковыми расходомерамивремя-импульсный метод (фазового сдвига),
- доплеровские расходомеры,
- метод сноса ультразвукового сигнала (корреляционный).

## Принцип измерения
Принцип действия ультразвуковых расходомеров основан на измерении разницы во времени прохождения сигнала. При этом два ультразвуковых сенсора, расположенные по диагонали напротив друг друга, функционируют попеременно как излучатель и приёмник. Таким образом, акустический сигнал, поочередно генерируемый обоими сенсорами, ускоряется, когда направлен по потоку, и замедляется, когда направлен против потока. Разница во времени, возникающая вследствие прохождения сигнала по измерительному каналу в обоих направлениях, прямо пропорциональна средней скорости потока, на основании которой можно затем рассчитать объёмный расход. А использование нескольких акустических каналов позволяет компенсировать искажения профиля потока.

## Конструкция ультразвуковых расходомеров
Преобразователь ультразвукового расходомера состоит из отрезка трубы, на котором установлены пьезоэлементы. Диаметр пьезоэлемента находится в пределах 5-20 миллиметров, а его толщина выбирается в зависимости от частоты. В частотных и время-импульсных расходомерах для повышения точности измерений используют частоты 5-20 МГц. Обычно в жидкостях применяются частоты 50 кГц — 2 МГц. В газовых средах необходимо уменьшать частоты до сотен и десятков кГц, это вызвано сложностью создания в газах интенсивных акустических колебаний, особенно высокой частоты.